# Шодон-Норант
Шодо́н-Нора́нт (фр. Chaudon-Norante, окс. Chaudon e Noranta) — коммуна во Франции, находится в регионе Прованс — Альпы — Лазурный Берег. Департамент коммуны — Альпы Верхнего Прованса. Входит в состав кантона Баррем. Округ коммуны — Динь-ле-Бен.
Код INSEE коммуны — 04055.

## Население
Население коммуны на 2008 год составляло 144 человека.
| 1962 | 1968 | 1975 | 1982 | 1990 | 1999 | 2008 |
| ---- | ---- | ---- | ---- | ---- | ---- | ---- |
| 105  | 90   | 72   | 76   | 101  | 129  | 144  |

## Экономика
В 2007 году среди 100 человек в трудоспособном возрасте (15—64 лет) 72 были экономически активными, 28 — неактивными (показатель активности — 72,0 %, в 1999 году было 71,8 %). Из 72 активных работали 66 человек (33 мужчины и 33 женщины), безработных было 6 (1 мужчина и 5 женщин). Среди 28 неактивных 3 человека были учениками или студентами, 13 — пенсионерами, 12 были неактивными по другим причинам.

## Достопримечательности
- Галло-римские статуи бога Марса
- Руины замка Плю-От и средневековая башня
- Церковь Нотр-Дам-дю-План
- Церковь Сент-Антуан